# Küsnacht
Küsnacht (phát âm tiếng Đức: [ˈkʏsnaxt]) là một thị trấn ở huyện Meilen, bang Zürich, Thụy Sĩ. Nơi này nằm ở bờ đông bắc của hồ Zürich. Nhà tâm thần học Carl Jung có phòng khám tại Küsnacht, đón bệnh nhân từ mọi nơi trên thế giới đổ về. Thomas Mann sống tại Küsnacht từ năm 1933 đến năm 1939 sau bị Quốc Xã buộc phải rời Đức. Một cư dân nổi tiếng khác của thị trấn này là ca sĩ Tina Turner; bà sống ở đây từ năm 1994.

## Cư dân nổi tiếng
Thế kỷ 19
- Thomas Mann (1875 – 1955): Giải Nobel Văn học năm 1929
- Carl Jung (1875 – 1961): cha đẻ ngành tâm lý học phân tích

Thế kỷ 20
- Tina Turner (1939 – 2023): ca sĩ gốc Mỹ

Thể thao
- Kimi Räikkönen (sinh năm 1979): tay đua xe F1 người Phần Lan